# Brutta gente/Il panettiere
Brutta gente/Il panettiere è un 45 giri di Enzo Jannacci, pubblicato il 3 aprile 1974 con l’etichetta CAR Juke Box. Entrambi i brani del singolo sono arrangiati e diretti da Nando De Luca.

## Tracce
Lato A
1. Brutta gente – 3:35 (testo: Enzo Jannacci – musica: Enzo Jannacci)

Lato B
1. Il panettiere – 2:52 (testo: Enzo Jannacci – musica: Enzo Jannacci)

## Descrizione
Dopo un’assenza dall’attività discografica durata due anni, Jannacci nel 1974 approda alla casa discografica di Carlo Alberto Rossi per incidere uno dei brani più importanti del suo repertorio, Brutta gente. Verrà reincisa altre due volte: nell’album E allora...Concerto del 1981, arrangiata questa volta dallo stesso Jannacci in veste più rock e con un testo variato, e nell’album del 2001 Come gli aeroplani, arrangiata dal figlio Paolo sempre in chiave rock e con ulteriori modifiche nel testo.
Jannacci partecipò con questa canzone a Un disco per l’estate 1974, non riuscendo però a superare la prima fase eliminatoria.
Anche il lato B Il panettiere verrà reincisa con arrangiamento di Jannacci nell’album Secondo te...Che gusto c'è? del 1977.

## Curiosità
- Il testo di Brutta gente viene spesso accreditato erroneamente anche a Beppe Viola, mentre in realtà è solo di Jannacci. Questo sbaglio nasce dal fatto che nei crediti dell’album E allora...Concerto la canzone è riportata a firma di Jannacci - Viola[1].
- È il penultimo singolo prodotto dalla CAR Juke Box prima della sua chiusura.